# 科学哲学
科学哲学（かがくてつがく、英語: philosophy of science）とは、科学を対象とする哲学的な考察のことである。

## 概説
科学哲学とは科学を対象とする哲学的な考察である。
科学という語・概念が登場したのは18世紀のことなので、そういった意味に限定すると、科学哲学というのは18世紀以降のものになる。だが、「科学哲学は哲学の歴史とともに古い」とも言われる。「科学」という用語を自然の理論的認識という意味に拡大して解釈すれば、方法的反省の起源というのは哲学の歴史とともに古いからである。
科学哲学の目的の一つは、科学というものの持つ限界を人々に自覚させ、科学に関して人々が持っている誤解を解くことである。例えば「科学は、いかなる事象をも取り扱える一つの確固とした学問体系である」などと見なすことは誤解である。また例えば 「科学が与える世界像こそ客観的世界の真の姿である」などと考えるのも誤解である。黒崎宏は次のように指摘した。
一方、科学者側からは「科学哲学は鳥類学が鳥にとって役に立つ程度しか科学者にとって役に立たない」と言われることがしばしばある。科学は倫理的概念に役立たないという反科学的な主張がなされることがある。

## 歴史
近代以前は、現在の自然科学にあたる分野は自然学ないし自然哲学と呼ばれていた。近代初期においては、ガリレオ・ガリレイ、ルネ・デカルト、ブレーズ・パスカル、ゴットフリート・ライプニッツなどに見られるように哲学者と自然科学者の境界は非常に曖昧で、実質的な科学研究を行う傍ら、その哲学的基礎についても考察するというパターンも多かった。18世紀においても、哲学者のイマヌエル・カントはニュートン的な空間や時間が人間の認識の枠組みであるというような時間、空間論で知られるほか、引力と斥力という二つの力を基礎とする自然哲学を展開するなど、科学の哲学的基礎についての考察を行っていた。
しかし、その後次第に分業が明確化していき、19世紀には「自然哲学者」ではなく「科学者」と呼ばれるようになった。科学を専門に扱う分野が科学哲学という呼び名で呼ばれるようになるのも19世紀になってからである。
英米における科学哲学の祖としては、19世紀前半のジョン・ハーシェル、ウィリアム・ヒューウェル、ジョン・スチュアート・ミルらの名前があげられる。他方、ドイツでは、反科学主義的なドイツ観念論が流行したために、自然科学と哲学系の自然哲学の間には距離が生じていた。ただし19世紀にはまだエルンスト・マッハやアンリ・ポアンカレなど、科学者による科学哲学も盛んに行われていた。
20世紀になると、科学の方法論に対する見直しが行われ、それが操作主義や論理実証主義の運動として、科学者と哲学者の共同のもと展開された。これには、物理学の革命が20世紀初頭に進行したこと、記号論理学が発達して数学の基礎づけについての研究が進展したことなどが影響しているといわれている。
20世紀後半には、実証主義的な科学論の行き過ぎた科学主義に対する批判が噴出した。その代表がトーマス・クーンやポール・ファイヤアーベントによって展開された、いわゆる新科学哲学である。これは、科学が社会の影響を超越した客観性、合理性を持つことを否定し、科学の相対性を強調するものであった。この流れはその後科学社会学に影響し、科学社会学における社会構成主義の隆盛を産むことになる他、いわゆるニュー・サイエンスなど、既成の科学と代わる別の科学を作り出そうという運動にもつながることになった。
こうした科学批判の流れが一段落したところで、現在の科学哲学は、それぞれの個別科学の基礎について研究する地道な研究が主流となってきている。

## 下位区分

### 研究対象による下位区分
科学哲学とは、その対象領域に応じて数学の哲学、物理学の哲学、社会科学の哲学などに下位区分される。
科学哲学は、伝統的に自然科学、なかでも物理学が研究対象となってきたが、近年では生物学の研究が盛んになり、また心理学や社会科学も研究対象とされるようになってきている。
- 自然科学の哲学
  - 数学の哲学
  - 物理学の哲学
    - 時空の哲学
    - 量子力学の哲学
    - 統計力学の哲学

  - 化学の哲学
  - 生物学の哲学
    - 進化論の哲学
- 応用科学の哲学
- 医学の哲学
  - 疫学の哲学
  - 看護学の哲学
  - 薬学の哲学
- 人文科学の哲学
  - 心理学の哲学
  - 認知科学の哲学
  - 言語学の哲学
- 社会科学の哲学

### 視点による下位区分
科学哲学はまた、視点に応じて科学方法論、科学認識論などにも下位区分される。

## 立場
- 還元主義とホーリズム
- 経験論
- 構造主義
- 実証主義と構成主義
- 直観主義
- 創発主義
- 大陸合理主義
- 複雑系の科学
- 物理主義
- 論理実証主義

## トピック
- 科学の方法論的基礎に関する研究 : 検証理論、帰納的推論、科学的合理性、相対主義、統計学の哲学、社会科学における解釈主義など
- 科学の存在論的基礎に関する研究 : 科学的実在論、還元主義、量子力学の存在論的含意、時空の哲学など
- 科学において使われる概念の分析 : 法則とは何か、科学的説明とは何か、科学理論とは何か、「進化」概念の分析など
- 科学の動態に関する研究 : 科学の進歩、パラダイム転換など
- 科学と社会のかかわりに関する研究 : 社会構成主義、科学者の社会的責任など
- 科学と科学でないもの：科学哲学による科学の探究は、同時に科学と科学でないもの（非科学）の線引きをする試みでもある。
- 因果関係[7]：因果の成立条件から、因果関係そのものの有効性についての考察。
- 証拠と理論：科学的証拠とは何か、証拠は理論を検証するか、それとも反証するだけなのか、検証は量的なものか質的なものか。
- 実験の本質[8]
- 信仰と合理性のかかわり
- 自由意志と決定論[9]：科学の基礎をなす決定論に従えば、人間には自由意志はないが、そのような考えは日常的感覚に反するのではないか。
- 帰納と確率[10]：どこまでサンプルを測定し、確率が高まれば帰納が法則として成り立つか。
- 自然科学法則の本質[11]：法則とは偶然的規則性とどう違うのか、法則は個物の関係について成り立つのか、それとも性質の間に成り立つのか、われわれは法則についてどうやって知りうるのか。
- 数理哲学[12]：数学はなぜ科学の基礎を構成できるのか、数学と現実の関係など。→数学基礎論
- 規準の問題 : 妥当性や合理性をはかるための規準自体の妥当性や合理性はどうやって知られるのか。
- 科学的説明 : 科学的説明とは何か。
- 理論実体の実在性[13]：理論上で想定された概念と実在の関係。理論実体のうち、逆行波など、全てが実在するわけではないが、なぜそういう現象が生じるのか。また理論が架空としたら、なぜ多くの理論実体があたかも実在のような性質をもつのか。→数学・論理学の実在性
- 非観測物の実在性[14]：直接観測できない事象のうち、どの事象を存在と定義するか（観測問題）。
- 技術と科学[15]：科学と工学の関係。科学はどう工学の基礎を提供し、工学はどう科学の発展に影響を及ぼすか。
- 社会科学の妥当性[16]：社会科学は自然科学のように厳密化・客観化されうるか。されえないとしたら、現にある現象を、どのように研究すればよいのか。
- 科学的な理論を構築する上での基本要素

理論、推論、仮説、モデル、命題、法則、原理、第一原理、公理、定理、証明、反証
- 理論構築上の問題、ジレンマ
- 反証可能性
- パラダイム
- ハードコア (科学的リサーチプログラム)
- デュエム-クワイン・テーゼ
- 検証と反証の非対称性
- アドホックな仮説とオッカムの剃刀
- ミュンヒハウゼンのトリレンマ
- 確証性の原理
- ヘンペルのカラス
- クラスター分解性
- 局所性
- 非局所性
- 因果律
- メタ理論

## 学会

### 日本
- 科学基礎論学会
- 日本科学哲学会

## 関連人物
科学哲学の分野では、近年においては、カール・ポパーやトーマス・クーンらの影響が大きい。また、それ以前ではルートウィヒ・ウィトゲンシュタインの名を挙げることもできる。それ以前の大きな転換点としては、アイザック・ニュートンにより、現象の原因についての思弁的追求ではなく、現象を数式で記述することに力点が置かれたことも大きい。

### 一覧
- タレス
- エンペドクレス
- プラトン
- アリストテレス
- ロジャー・ベーコン
- ガリレオ・ガリレイ
- フランシス・ベーコン
- ルネ・デカルト
- ブレーズ・パスカル
- アイザック・ニュートン
- ゴットフリート・ライプニッツ
- デイヴィッド・ヒューム
- イマヌエル・カント
- ゲオルク・ヴィルヘルム・フリードリヒ・ヘーゲル
- オーギュスト・コント
- ジョン・ハーシェル
- ウィリアム・ヒューウェル
- ジョン・スチュアート・ミル
- エルンスト・マッハ
- アンリ・ポアンカレ
- アンリ・ベルクソン
- ピエール・デュエム
- パーシー・ブリッジマン
- モーリッツ・シュリック
- オットー・ノイラート
- ガストン・バシュラール
- ウィトゲンシュタイン
- ルドルフ・カルナップ
- マイケル・ポランニー
- ハンス・ライヘンバッハ
- カール・ポパー
- カール・ヘンペル
- ウィラード・ヴァン・オーマン・クワイン
- アルフレッド・エイヤー
- トーマス・クーン
- アドルフ・グリュンバウム
- ラカトシュ・イムレ
- スティーヴン・トゥールミン
- ノーウッド・R・ハンソン
- ポール・ファイヤアーベント
- ヒラリー・パトナム
- サンドラ・ハーディング
- イアン・ハッキング
- ラリー・ラウダン

#### 日本人
- 田辺元
- 近藤洋逸
- 村上陽一郎
- 内井惣七
- 小林道夫 (哲学者)
- 西脇与作
- 野家啓一
- 戸田山和久
- 伊勢田哲治